# Domagoj Bukvić
Domagoj Bukvić, né le 22 février 2004 à Osijek en Croatie, est un footballeur croate qui évolue au poste d'ailier droit au NK Osijek.

## Biographie

### En club
Né à Osijek en Croatie, Domagoj Bukvić est formé par le club local du NK Osijek. C'est avec ce club qu'il joue son premier match en professionnel, le 2 avril 2023, lors d'une rencontre de championnat face au HNK Rijeka. Il entre en jeu à la place de Mijo Caktaš et les deux équipes se neutralisent (1-1 score final). Bukvić inscrit son premier but en professionnel le 30 avril 2023 face au NK Varaždin, en championnat. Titularisé, il participe à la victoire de son équipe par trois buts à un,.
Il s'impose à Osijek durant l'année 2023, devenant un joueur régulier de l'équipe première, avec laquelle il se fait notamment remarquer en distribuant plusieurs passes décisives, ce qui fait de lui l'un des meilleurs joueurs du championnat dans cet exercice.

### En sélection
Domagoj Bukvić représente l'équipe de Croatie des moins de 18 ans. Il joue au total sept matchs avec cette sélection entre 2021 et 2022, et marque un but.
Domagoj Bukvić joue son premier match avec l'équipe de Croatie espoirs le 12 septembre 2023, face aux îles Féroé. Il est titularisé ce jour-là et son équipe s'impose par quatre buts à deux. Il marque son premier but avec les espoirs le 21 mars 2024 face à Andorre. Il est titularisé et participe à la victoire de son équipe par trois buts à zéro.